# Dance! It's Your Stage
Dance! It's Your Stage est un jeu vidéo de danse développé par Sproing Interactive et Neopica, édité par dtp entertainment, sorti en 2010 sur Windows, Wii, PlayStation 3 et Xbox 360.

## Accueil
- Official Xbox Magazine : 7/10[1]
- Official Xbox Magazine - UK : 6/10[2]